# 이창섭 (배우)
이창섭은 대한민국의 배우이다.

## 영화
- (2017년) (택시운전사) - 광주시위대 역 (천만영화)
- (2020년) (히트맨) - 제이슨부하 15 역
- (2020년) (프리즈너) - VR 룸싸롱 역

## 드라마
- (2020년)  (사생활) - 다단계 직원 역
- (2020년)  (루카) - 교통계 순경 역
- (2020년)  (스타트업) - 투자자 역
- (2020년)  (하이바이마마) - 커플남자 역
- (2020년)  (아무도 모른다) - 선생님 역
- (2020년)  (블랙독) - 기자 역
- (2020년)  (기막힌 유산) - 마트직원 역
- (2019년)  (사랑의 불시착) - 세형운전기사 역
- (2019년)  (번외수사) - 연구원 역
- (2019년)  (하자있는 인간들) - 치킨배달원 역
- (2019년)  (어비스) - 국과수 직원 역
- (2019년)  (아스달 연대기) - 깃노예 역
- (2019년)  (배가본드) - 기자 역
- (2019년)  (빅이슈) - 회사원 역
- (2019년)  (으라차차 와이키키 2) - 조연출 역
- (2018년)  (내 아이디는 강남미인) - 기자 역
- (2018년)  (라이브) - 정오 남자친구 역
- (2017년)  (언터처블) - 북천 군인 역
- (2017년)  (20세기 소년소녀) - 구급대원 역
- (2017년)  (다시 만난 세계) - 커플남 역
- (2017년)  (7일의 왕비) - 내관 역
- (2017년)  (명불허전) - 대학생 역
- (2017년)  (왕은 사랑한다) - 홀치 역